# Ганна Радзивілл
Ганна Радзивілл (бл. 1476 — 1522) — регентша Мазовецького князівства в 1503—1518 роках.

## Біографія
Походила зі знатного литовського роду Радзивіллів. Донька Миколи Радзивілла Старого, великого канцлера литовського, та Софії Ганни Монивидович. Народилася близько 1476 року. У 1496 або 1497 році вийшла заміж за Конрада III, князя Мазовії. Її посаг становив 20.000 дукатів. Народила в шлюбі двох дочок і двох синів. Це спонукало Конрада III вимагати від король Польщі повернення Плоцька і визнання його спадкових прав на Черське і Варшавське князівства.
29 жовтня 1503 роки після раптової смерті свого чоловіка, стала регентом Мазовецького князівства при своїх синах Станіславі і Януші III. Вона виступала проти приєднання князівства до Польського королівства. Шукаючи заступництва великого князя литовського і короля польського Олександра Ягеллончика, звернулася до нього через свого батька.
У 1504 році на сеймі в Пйотркуві отримала від польського короля Олександра згоду на те, щоб Варшавське князівство, Цеханувська, Ломжинська і Новогрудська землі перебували під владою її синів. У 1511—1517 роках намагалася організувати у Варшаві окрему єпископську кафедру, але цьому чинив спротив польський король і великий князь литовський Сигізмунд I. В цей час на мазовецькі справи отримав коханець Ганни — шляхтич Анджей Желінський.
Анна Радзивілл залишалася регентшею Мазовецького князівства до 1518 року, коли внаслідок заколоту знаті змушена була поступитися владою своїм синам, що підросли. Незважаючи на формальну передачу влади в князівстві своїм синам, зберігала до своєї смерті в 1522 році реальну владу. деякий час планувала вийти заміж закороля Сигізмунда I, але марно.
28 грудня 1514 року Ганну надала місту Острув-Мазовецька право на проведення 4 ярмарків на рік, і щотижневого ринку, що сприятливо вплинуло на розвиток міста. В ніч проти 15 березня 1522 року померла в Ліві. Була похована в костелі Святої Анни у Варшаві.

## Родина
Чоловік — Конрад III Рудий, князь Мазовецький
Діти:
- Софія (1497/1498 — 1543), дружина: 1) Стефана Баторія, палатина угорського; 2) Людвіга Пекрі
- Анна (бл. 1498—1557), дружина Станіслава Одровонжа, воєводи подільського
- Станіслав (1500—1524), князь варшавський, черський і мазовецький
- Януш (1502—1526), князь варшавський, черський і мазовецький